# Крамвинкел, Карел
Мариюс Карел Крамвинкел (нидерл. Marius Karel Kraamwinkel; 14 апреля 1921, Сербанган — 2003) — нидерландский футболист, игравший на позиции правого крайнего нападающего, выступал за амстердамский «Аякс».

## Спортивная карьера
Начинал футбольную карьеру в клубе «Африкана», который выступал в чемпионате Амстердамского футбольного союза. В возрасте девятнадцати лет дебютировал за основной состав «Аякса». Первую игру в чемпионате Нидерландов провёл 14 апреля 1940 года против клуба ДВС, сыграв на позиции правого крайнего нападающего — встреча на домашнем стадионе «Де Мер» завершилась поражением его команды со счётом 0:1. В конце матча у Карела был отличный шанс сравнять счёт, но после его удара мяч прошёл выше ворот. В дебютном сезоне он принял участие ещё в двух играх чемпионата. 2 июня забил гол в товарищеском матче с ДВС.
Помимо футбола, Карел выступал за легкоатлетическую команду «Аякса» и принимал участие в различных соревнованиях по бегу. В июне 1943 года сыграл за «Аякс» в чемпионате Амстердама, а в октябре возобновил выступления в чемпионате страны, спустя три года после своего дебюта. 10 октября вышел в стартовом составе на матч пятого тура с «Фейеноордом». Во втором тайме Крамвинкел забил гол, сравняв счёт, но хозяева поля довели встречу до победы — 2:1. До конца года сыграл ещё в трёх матчах чемпионата. В конце мая 1944 года принял участие в нескольких выставочных матчах «Аякса», который был представлен в основном резервными игроками, включая Йопа Келлера, Хенни Мейера и Вима Класена. В последний раз в составе «Аякса» выходил на поле 2 ноября 1947 года в матче чемпионата с ХБС.
С 1948 по 1949 год выступал за клуб «Квик» из Амерсфорта. В апреле 1949 года вызывался в провинциальную сборную Футбольного союза Нидерландов, а в конце июня сыграл за сборную Амерсфорта против команды военных. В 1950 году переехал жить в Новую Зеландию, где продолжил играть в футбол.

## Личная жизнь
Отец — Хендрик Изак Крамвинкел, был родом из Амстердама, мать — Ламмердина Бекман, родилась в Апелдорне. Родители поженились в июне 1920 года в Апелдорне — на момент женитьбы отец был плантатором. В их семье воспитывалось ещё двое детей: дочь Нелли Велхелмина и сын Виллем Хендрик.
Женился в возрасте двадцати трёх лет — его супругой стала 22-летняя Элизабет Корнелия ван ден Берг, уроженка Амстердама. Их брак был зарегистрирован 12 июля 1944 года в Амстердаме. В 1950 году переехал с женой в Новую Зеландию, в город Веллингтон, а в июне 1959 года получил новозеландское гражданство.
Умер в 2003 году в возрасте 82 лет.

## Статистика по сезонам
| Клуб             | Сезон            | Чемпионат Нидерландов | Чемпионат Нидерландов | Кубок Нидерландов | Кубок Нидерландов | Итого | Итого |
| Клуб             | Сезон            | Игры                  | Голы                  | Игры              | Голы              | Игры  | Голы  |
| ---------------- | ---------------- | --------------------- | --------------------- | ----------------- | ----------------- | ----- | ----- |
| Аякс             | 1939/40          | 3                     | 0                     |                   |                   | 3     | 0     |
| Аякс             | 1943/44          | 4                     | 1                     | ?                 | ?                 | 4     | 1     |
| Аякс             | 1947/48          | 1                     | 0                     |                   |                   | 1     | 0     |
| Всего за карьеру | Всего за карьеру | 8                     | 1                     | ?                 | ?                 | 8     | 1     |